# (73946) 1997 SD32
(73946) 1997 SD32 – planetoida z pasa głównego asteroid okrążająca Słońce w ciągu 5,49 lat w średniej odległości 3,11 j.a. Odkryta 24 września 1997 roku.